# Zespół płodnego eunucha
Zespół płodnego eunucha (zespół Pasqualiniego, ang. fertile eunuch syndrome) – bardzo rzadkie, genetycznie uwarunkowane zaburzenie, w którym u mężczyzn występuje eunuchoidalna budowa ciała przy prawidłowej objętości jąder; w badaniach laboratoryjnych stwierdza się niski poziom testosteronu i wykrywalne, ale niepulsacyjne wydzielanie gonadotropin. Występowanie zespołu wiąże się z mutacjami genu kodującego receptor dla GnRH. Płodność zazwyczaj nie jest zaburzona. Uważa się, że ilość GnRH wydzielanego u tych pacjentów jest wystarczająca, by zapewnić odpowiednie stężenie testosteronu w jądrach i tym samym zapewnić prawidłowy rozwój gonad, nie zapewnia jednak odpowiedniego systemowego stężenia testosteronu w osoczu, stąd objawy niedostatecznej wirylizacji. 
Opisowa alternatywna nazwa zespołu to „(idiopatyczny lub wrodzony) hipogonadyzm hipogonadotropowy z prawidłową objętością jąder i zachowaną spermatogenezą” (ang. hypogonadotropic hypogonadism in the presence of normal testicular size and some degree of spermatogenesis). Zespół płodnego eunucha uznaje się obecnie za schorzenie należące do szerokiego spektrum wrodzonego (idiopatycznego) hipogonadyzmu hipogonadotropowego (CIIH). Pewne mutacje w genie GnRH-R mogą powodować całkowitą bezpłodność (zespół Kallmanna), natomiast inne leżą u podłoża zespołu płodnego eunucha. Jak dotąd jedyna zidentyfikowana u tych pacjentów mutacja to Gln106Arg. Także niedobór gonadoliberyn u mężczyzny, izolowany niedobór LH i prawdopodobnie pierwotna niewydolność komórek Leydiga może dawać obraz "płodnego eunucha". 
Zespół opisali jako pierwsi McCullagh i wsp. w 1953 roku. Późniejszy o dwa lata opis był autorstwa Pasqualiniego i Bura.